# Dunaföldvár
Dunaföldvár (németül: Donaufeldburg) Duna-parti város a Dél-Dunántúl régióban, Tolna vármegye északkeleti csücskében, a Paksi járásban, a Fejér vármegyei Dunaújvárostól 20 kilométerre délre.

## Fekvése

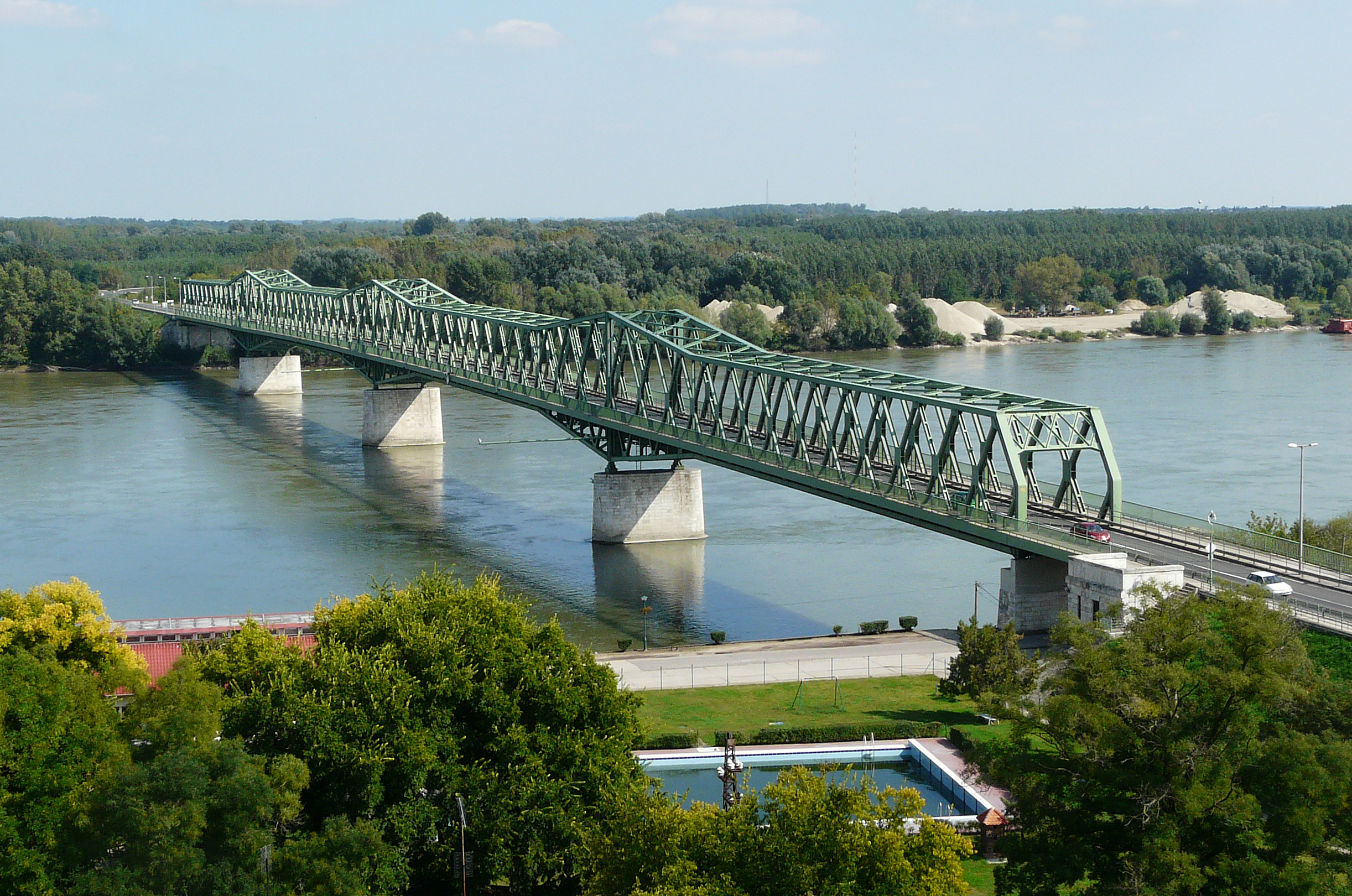
A Beszédes József híd

A város a Dél-Dunántúlon, a Közép-Mezőföld keleti szélén, Tolna, Bács-Kiskun és Fejér vármegyék hármas határán található, a Duna jobb partján, Budapesttől délre mintegy 90 kilométer távolságra.
Fontos közúti csomópont. Végighalad rajta észak-déli irányban a 6-os főút, amelyből itt ágazik ki Kaposvár-Nagykanizsa felé a 61-es főút és itt torkollik bele Kecskemét felől az 52-es főút; a Beszédes József híd itt köti össze a Dunántúlt az Alfölddel. Néhány fontosabb alsóbbrendű út is érinti a város területét, ilyen például a 6228-as út, amely Mezőfalván és Sárosdon át Seregélyesig vezet, összeköttetést biztosítva Székesfehérvár térsége felé is; a Németkérre vezető 6229-es út, vagy az 5111-es út, amely Bölcske és Madocsa elérését teszi lehetővé.
Vonattal a Pusztaszabolcs–Dunaújváros–Paks-vasútvonalon volt elérhető a város, de 2009-ben a vonal Mezőfalva és Paks közötti szakaszán megszűnt a személyszállítás. Korábban Solttal is összekötötte egy vasútvonal (Dunaföldvár–Solt-vasútvonal), ennek azonban már a vágányait is felszedték, helyükön 2015-ben kerékpárút létesült.

## Dunaföldvár címere
Kék pajzsban ezüstfolyam látszik, zöld alapon látható három vörös torony, kereszttel. A kapuzat nyitva áll, tőle jobbra egy magyar vitéz szablyát tart a kezében. Látható még a jobb oldalon egy szőlőfürt, baloldalt pedig zöld talajból egy búzakalász nőtt ki. A pajzs színei: vörös-kék.

## Története

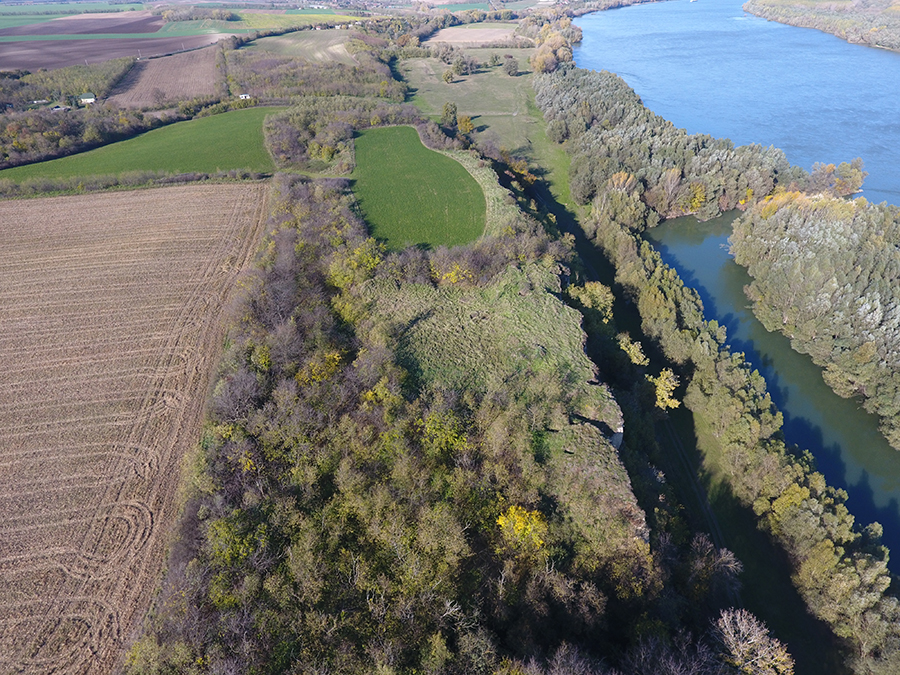
Dunaföldvár - Bottyán sánc, légi felvétel

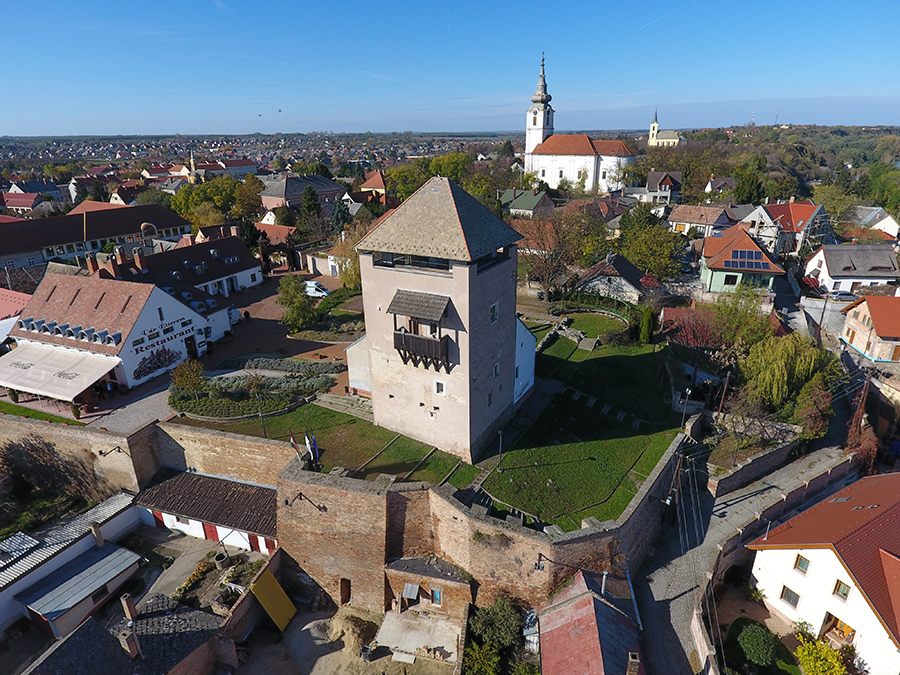
Dunaföldvár - Török torony, légi fotó

### Középkor
Földvár nevét ismereteink szerint először 1199-ben említi oklevél Monasterium de Felduar formában, ahol 1131-ben II. (Vak) Béla király Szent Péter tiszteletére apátságot alapított. Rosner Gyula régész azonban úgy véli, hogy valószínűleg „nem ő alapította a Szent Péter tiszteletére emelt monostort 1131 és 1141 között.” Az 1199-ben kelt oklevél szövege alapján (Monasterium abbas de Feldwar) szerinte bizonyossággal annyi állítható, hogy az ekkor „Földváron álló, már ismert monostor” a bencés szerzeteseké volt, és azzal együtt ők birtokolták a földvári határt is. Rosner Gyula véleménye továbbá: „nem lehet kétséges, hogy már a 11. században volt Dunaföldvárnak egy igen figyelemreméltó, kőfaragványokkal díszített temploma…”, ezt talán Szent Ilona tiszteletére szentelték. A nagy javadalmakkal bíró apátság az idők folyamán lassan veszített rangjából, a 15. századra korábbi birtokait jórészt elvesztette, építményei pedig a török uralom idején teljesen elpusztultak.
Szulejmán szultán a mohácsi csata (1526) után Földváron fogadta Buda város tanácsát, hogy tőlük a város kulcsait átvegye. A török uralom idején Jur Hisszarit volt a település neve.
A város híres Csonka-tornyának keletkezéséről szintén hiányoznak a megbízható adatok. Korábban a IV. Béla király idején emelt lakótornyok egyikének vélték, de a régészeti kutatás azt mutatta, hogy az 1530-as évekből vagy csak kissé korábbról való. Miután a törökök elfoglalták a vidéket, erődítményt, sáncokat építettek itt, amihez a monostor és díszes templomának faragott köveit is felhasználták, és a vár körül település alakult ki. Így látta ezt Evlija Cselebi török utazó is, akinek 1663-ban készült leírását ismerjük.

### 18. század
A török kiűzése után az elnéptelenedett vidéken betelepítés kezdődött, nagyobb számban szerbek (rácok) és német telepesek, később tótok is érkeztek. Földvár fontos dunai átkelőhely volt és mezővárosnak számított. Ezt a jogállását megerősítette I. Lipót király 1703. évi rendelete, melyben évi három országos vásár tartására jogosította fel a települést.
A dunai átkelőhely birtoklásáért a Rákóczi-szabadságharc idején kemény harcokat vívtak. A várat a kurucok 1704 januárjában elfoglalták, a császáriak nyolc hónappal később visszaszerezték; 1705 őszén Vak Bottyán csapatai ismét elfoglalták, és ezúttal a kuruc sereg sokáig birtokolta, végül azonban a vár elesett. A harcok következményeként a település egy időre újból elnéptelenedett.
1713-ban a vidék földesura, Mednyánszky Ferenc László földvári apát – bár apátság már nem volt, de az apát cím megmaradt – ún. szerződést (contractus) adott ki, amely a szabad bíróválasztás mellett többek között a szabad költözködést is biztosítja, és mentesít a földesúrnak egyébként járó robot alól. Ezek a kiváltságok vonzották a betelepülőket és hozzájárultak Dunaföldvár gazdasági fejlődéséhez, a céhes kézműipar kialakulásához.
A 18. század közepén már hat, később kilenc, (1872-ben, a céhek megszüntetésekor tizenegy) céh létezett, nagy forgalmat bonyolító sóhivatal és királyi postaállomás működött. A népesség gyors ütemben nőtt, Dunaföldvár – Szekszárdot a század végén egy időre utolérve – a vármegye legnépesebb települése lett.

### 19. század

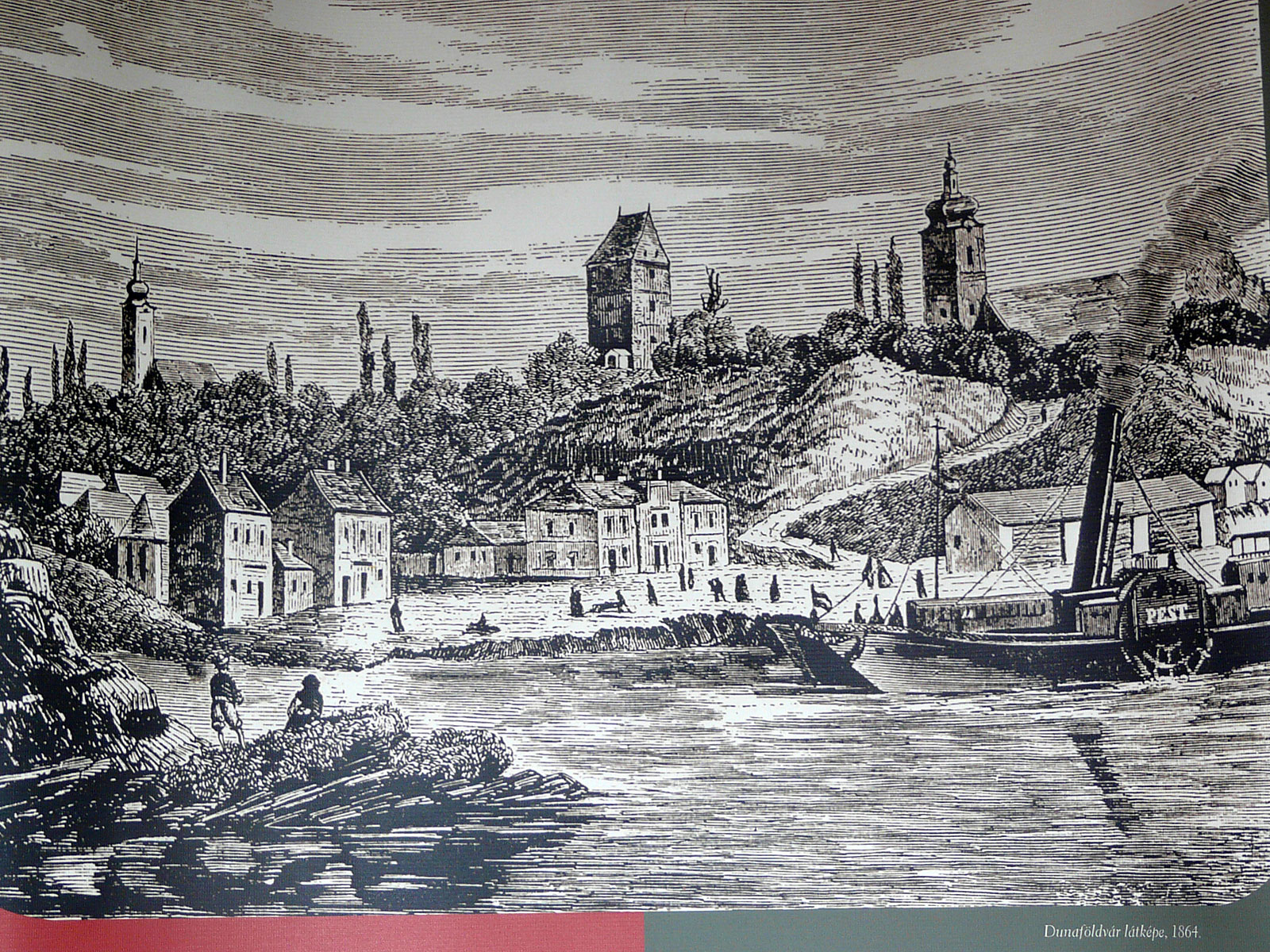
Dunaföldvár látképe 1864-ben

Nagy jelentőségű esemény volt az itteni Duna-szakaszon az első gőzhajó megjelenése, 1830-ban. A hajóvontatást fokozatosan felváltó, rendszeres gőzhajózás a kereskedelem, a személy- és áruforgalom fellendüléséhez vezetett. Dunaföldvár kikötőjében főként gabonát és más terményeket raktak hajóra, míg Erdélyből só, a Felvidékről fenyőfa, továbbá különféle iparcikk érkezett. Később forgalma tovább nőtt, miután a folyószabályozás miatt Tolna kikötőjét megszüntették.
1831-ben, majd 1855-ben kolera tizedelte a lakosságot. 1858-ban a város történetének legnagyobb tűzvésze pusztított, ennek 715 halálos áldozata volt. A szegényház, a kórház, a sóház, az 1789-ben épült ún. Nemzeti Oskola és az Öreg-templom is leégett. 1862-ben újabb tűzvész pusztított, ez kisebb kárral járt.
Az 1871-ben elfogadott ún. első községi törvény az addigi mezővárosokat, így Földvárt is a nagyközségek kategóriájába sorolta. A közigazgatás élén a bíró állt, munkáját egy helyettes, 12 esküdt és 2 jegyző segítette. Egy megyei döntés alapján a dunaföldvári járás neve megmaradt ugyan, de a járási székhely a szomszédos Paks lett.
A millennium évében, 1896 decemberében befutott Dunaföldvár újonnan épült állomására az első vonat. A Pusztaszabolcsról kiinduló vasútvonal ma is csak Paksig vezet, a megyeszékhellyel nem teremtett közvetlen összeköttetést. A vasút nem vonzott ide új iparvállalatokat. A dunántúli vasúthálózat fővonalai a Duna völgyét elkerülték, sőt kiépülésük maga után vonta a folyami teherszállítás csökkenését is. A folyó menti kisvárosok, köztük Dunaföldvár fejlődése lelassult.

### A 20. század elején

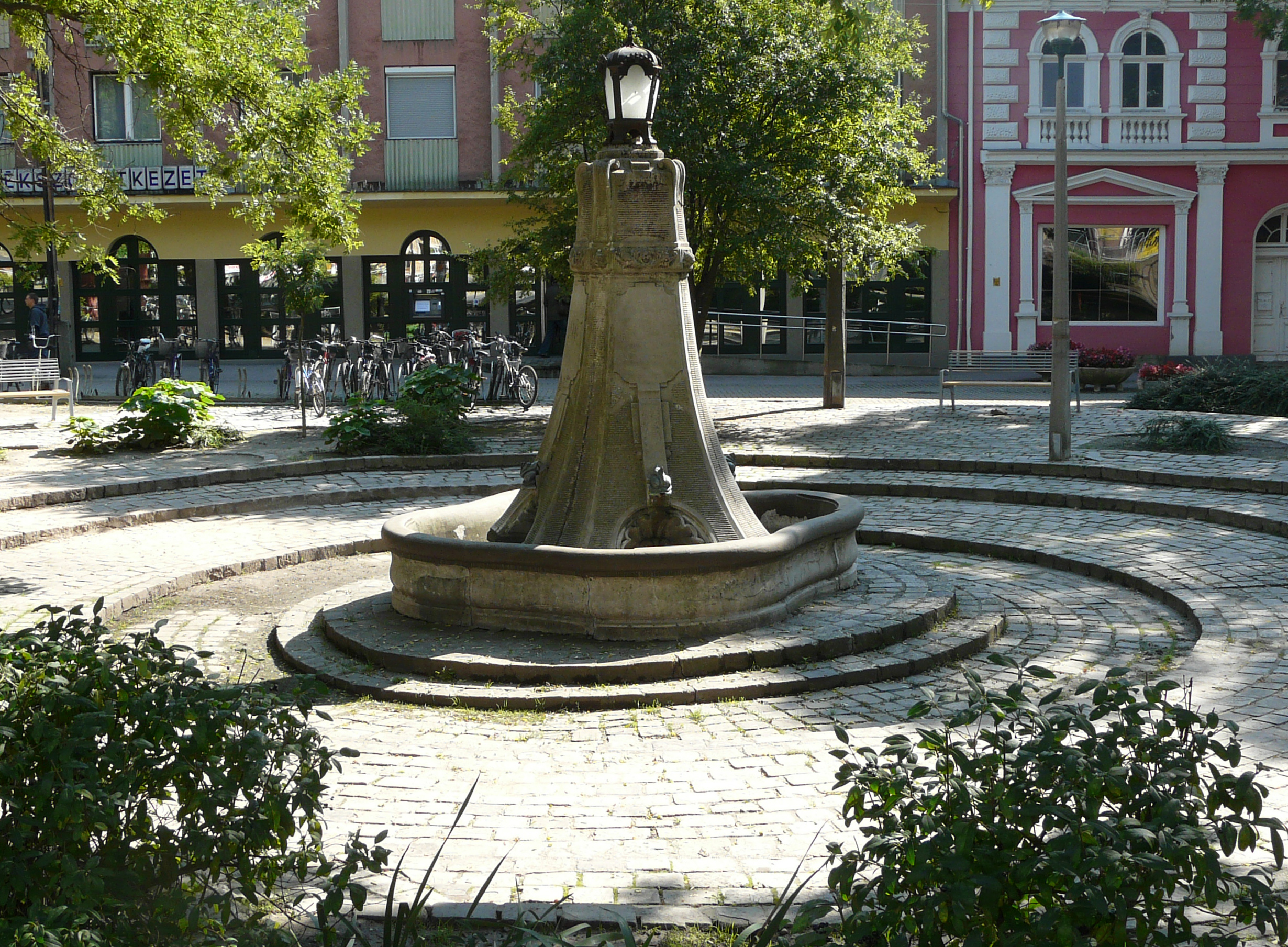
Az 1907-ben készült artézi kút (2010)

A századfordulóra kialakult a városközpont a közhivatalokkal, néhány pénzintézettel; több utcában emeletes házak sorakoztak. 1904-ben felépült az új, tekintélyt parancsoló városháza (községháza), a régi emeletesre való átépítésével. 1906-ban megvalósult a helyi és helyközi telefonhálózat bekötése, a következő évben a főtéren elkészült az artézi kút (100 évvel később is helyén áll). A városiasodás jelei egyértelműen megmutatkoztak. A helység házainak több mint 90%-a azonban még mindig vályogból vagy sárból készült (az alap is), a tetők 76%-a zsúp- vagy nádfedeles volt.
A 20. század elején két jelentősebb ipari létesítmény működött a községben: az 1884-ben épített Reitter-féle gőzmalom és az 1911-ben alapított kendergyár. Nagyobb iparvállalat mintegy fél évszázadon át nem is alakult. A lakosság továbbra is főként kézműipari és mezőgazdasági tevékenységből (gabonatermesztés, kert- és szőlőművelés, állattenyésztés), illetve árui piaci értékesítéséből, valamint fuvarozásból és kereskedelemből élt.
Dunaföldváron két helyen működött vízimalom, az egyik Felső-révnél, a másik Alsó-révnél. Az előző században a 40-et is elérte a vízimalmok száma. Az 1944-ben megrongálódott utolsó vízimalom Paksnál akadt meg, tulajdonosa Bukovits Ferenc volt.

### A világháborúk éveiben
1915 áprilisában a dunaföldváriakat már súlyos drágaság sújtotta. A termő vidék miatt növekedtek az árak, ami itt jelentősen érződött. Mindent összevásárolt a lakosság és Budapestre vitte feketézni. Forster Zoltán alispánnak a lakosság a monstre népgyűlést követően pontokba szedte követeléseit. A háború előre haladtával ui. támogatásukkal segítették Földvárt a háborús károk miatt, 5000 korona készpénzt jegyeztek a paksi vöröskereszt javára is, 5000 koronát pedig a községi jegyzők árváira fordítottak.
1925-ben helyi villanytelep létesült, megkezdődött a villamosítás; az 1930-as évek elején a várost rákötötték a Tatabánya felől jövő 20 kV-os távvezetékre. Különösen fontos változást jelentett az új Duna-híd megépítése és – száz évvel az első gőzhajó megjelenése után – 1930. november 23-ai felavatása. Ezzel a helység az ország úthálózatának egyik csomópontja lett. Tíz évvel később megnyitották a hídon át vezető Dunaföldvár–Solt-vasútvonalat.
A második világháború ismert hazai eseményei – előbb csak a kötelező beszolgáltatások, a mozgósítások, a légiriadók, később a zsidóság deportálása – az itteni lakosságot sem kímélték. 1944 végén a város a hídfők miatt frontvonallá változott. Alig maradt sértetlen ház, a városházát 13 bombatalálat érte. A visszavonuló német csapatok a hidat november 14-én felrobbantották. A szovjet hadsereg december 3-án foglalta el a várost, utána saját utánpótlása biztosítására pontonhidat létesített. Az újjáépített végleges hídon 1951 decemberében indult meg a közlekedés.

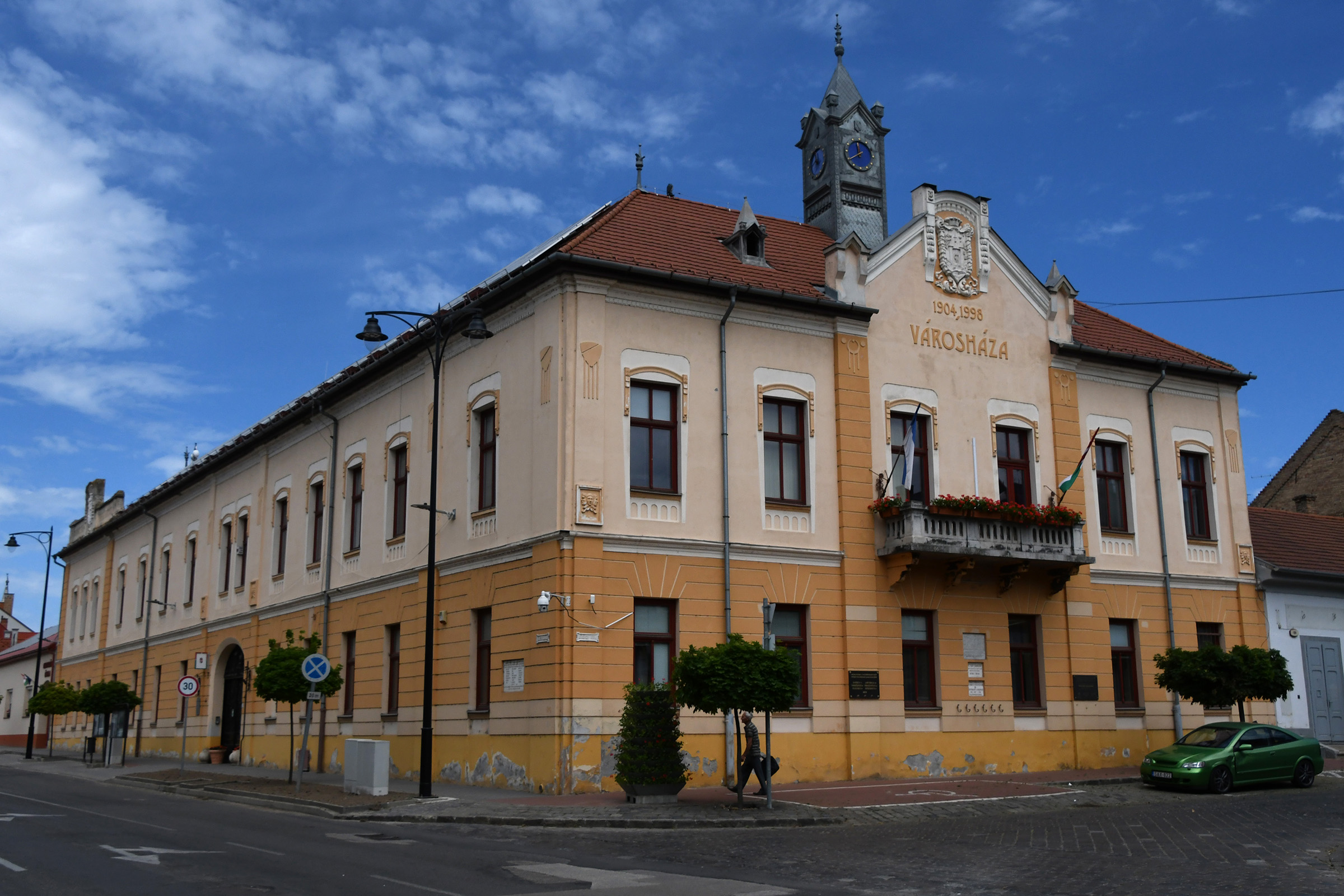
A városháza 2022-ben

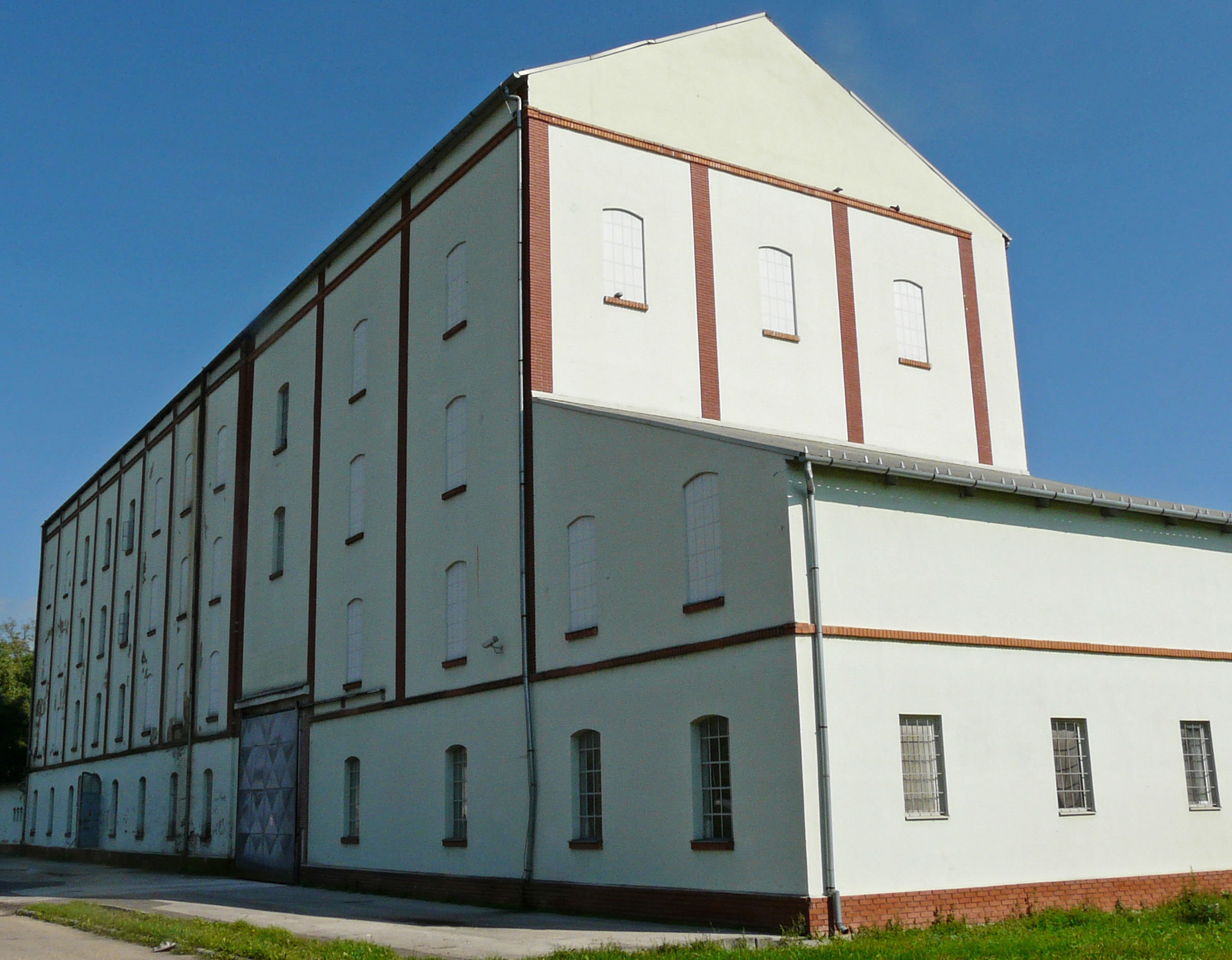
A gőzmalom épülete 2010-ben

### 1950-től
1950-től elkezdték a városházának díszeitől történő megfosztását. Durva kőporos vakolattal látták el, több vakolattagozatot levéstek, a címer helyére vörös csillag, a saroklámpa helyére hangszóró került.
Az 1952-ben megnyílt Dunaföldvári Magyar László Gimnázium a feloszlatott ferences rend államosított rendházának épületében kapott helyet. 1949 novemberében határozat született az országos jelentőségű nagyberuházás, a Sztálin Vasmű, későbbi nevén Dunai Vasmű létesítéséről a közeli Dunapentelén. Sztálinváros (ma Dunaújváros) építkezéseire és a vasműbe földváriak százai jártak át dolgozni.
Dunaföldváron a kendergyár mellett pozdorjalemez-gyár, néhány kisipari termelő szövetkezet és a helyi ellátást biztosító élelmiszeripari vállalat alakult. Később újabb üzemek létesültek (Oxigén- és Dissousgáz Vállalat, a Beloiannisz Híradástechnikai Gyár (BHG) helyi részlege, faipari-, gumiipari szövetkezet). A már korábban létrehozott mezőgazdasági szövetkezet mellé az 1960-as erőltetett kampány eredményeként további három alakult.
1969-től zajlott a vízhálózat kialakítása, az egymillió literes víztározó építése. Kenyérgyár létesült, 1969-ben megnyílt az áruház. 1970-ben befejeződött a villamosítás, ugyanebben az évben a település nagyközségi címet kapott, 1989. március 1-jén pedig várossá nyilvánították. A rendszerváltás egyik első jeleként kiürítették az itteni szovjet laktanyát, leszerelték a föld–levegő rakétabázist, 1990. április 22. és május 14. között a szovjet csapatok elhagyták Dunaföldvárt. A felújított épületekben több száz fiatal család lelt otthonra.
Szintén a város határában volt a Magyar Néphadsereg 104. Honi Légvédelmi Rakétaezred 3. Honi Légvédelmi Tüzér/Rakétaosztálya is Dunaújváros, illetve Paks oltalmazására.
A gőzmalom 1918-tól részvénytársaságként működött, majd 1949-ben államosították, a rendszerváltás után privatizálták. A város északi határában fekvő kendergyár azonban a privatizáció során nem talált gazdára, 1991-ben bezárt, azóta állapota jelentősen leromlott. 1998-ban teljesen felújították a városházát. Helyreállítottak az 1950-ben levésett homlokzati díszeket, a cementes helyett terranova lábazatot kapott az épület, 2000-ben helyreállították az udvari szárnyakat, 2004-ben pedig az épület kis tornyára új óralap került fel.
A Beszédes József híd felújítása során a rajta átvezető Dunaföldvár–Solt-vasútvonalat 2000-ben végleg elbontották. Az 1979 óta már csak teherforgalmi célokat szolgáló pályát felszedték, az úttest a hídon aszfaltburkolatot kapott, a régi pályatest további részének helyén a városközpontot elkerülő utat alakítottak ki. A Pusztaszabolcs–Paks-vasútvonalon 2009-ben megszűnt a személyvonati közlekedés. A Paksi Atomerőmű ellátása miatt alkalmankénti forgalmat bonyolított. 2012 tavaszától a Pannonia bioetanolgyár beindulásával rendszeressé váltak a hetente többször forduló tartálykocsis tehervonatok a térségben.

### Dunaföldvár város leírásai a különböző írott forrásmunkákban

#### Evlia Cselebi utazása Belgrádból Budára 1663.
"Földvár vára. Lajos magyar király építette. Azután 936. évben (1529-1530) Szulejmán khán elfoglalta és fejlődötté tette. Buda területén a pasa magánjövedelmű birtoka (khász) és helytartóság. Ennek a vára is a folyó partján igen magas hegyen fekvő, nagyon erős és szép vár. A Duna mentén ennél erősebb palánka nincs. Köröskörül háromszoros tömésfal építkezésű palánka ez, melyet két igen mély árok vesz körül. Két helyen nagyon erös fa-kapuja van, melyek egyike a keleti irányba néző Kicsiny kapu. Az árok fölött fából egy pavilonja van, mely megtekintésre érdemes londsa; a várszolgák valamennyien itt üldögélnek és a Duna rakodópartját nézegetik. A várbeli nép e kapun át viszi be a Duna vizét. A másik kapuja nyugati irányban a külső városra nyíló Nagy kapu. Ennek az árka fölött fahíd van. A vár négy szögletén lévő igen erős tornyokban sáhi és zárbuzán ágyúk vannak. Benn a várban deszkazsindelyes ház és egy templomból átalakítotot Szulejmán khán dzsámi van.  E dzsámival összefüggőleg az ég csúcsáig emelkedő, négyszögletes, erős építkezésű torony van, mely kilátáshely levén, onnan az összes síkságok és víztócsák partjai három konak [egy napi út vagy hét óra alatt megtehető út] távolságra látszanak.
Egészen a csúcsán négy darab kitűnő ágyú van, sőt azonfelül e tornyon van még Szulejmán khán dzsámijának magas deszkaminaretje is. E toronyban őrzik a parancsnoknak és a kétszáz várkatonának értékes tárgyait."

#### Vályi András: Magyar országnak leírása (1. kötet) 1796.
"FÖLDVÁR. Mező Város Tolna Vármegyében, földes Ura a’ Pesti Universitás, lakosai katolikusok, fekszik Pakshoz két mértföldnyire a’ Duna mellett, nevezetesítette e’ helyet, Rákótzi seregének a’ Tsaszáriakkal való viadalya, ’s az a’ nagy lántz is, mellyel a’ Dunát akarák vala a’ Tsászáriak ellen el zárni, a’ SZ. FERENTZ Szerzeteseinek Klastromjában vagyon itten, és egy jeles Kaszárnya is építtetett a’ gyalogság számára. Póstaház, és Sóház is van benne. Határjában erdeje nintsen; de elég tágasak szőlös kertyei, egy része határjának homokos; fogyatkozása, hogy alkalmatos itató helye nintsen, úgy hogy szántáskor, a’ marháknak való vizet kénteleníttetnek hordókban hordani a’ mezőre. Halászattya nevezetes, ’s más javai is vagynak, de az említett fogyatkozása miatt, második Osztálybéli."

#### Fényes Elek: Magyarország geographiai szótára 1851.
"Földvár, magyar m[ező]város, Tolna v[ár]megyében, a Duna jobb partján, Budához 10 mfdnyire. Fekszik egy homokos térségen, s felső keleti részét a városnak, melly magasabb, a Duna árjai ellen meglehetős nagyságu homokdomb őrzi, déli s nyugoti része pedig alant fekszik, s még nem rég halak tanyája volt. Utczái tágasak, de házai többnyire alacsonyok, s náddal födöttek. Nevezetesebb épületei: a kath. paroch. szentegyház, s paplak., a ferencziek kolostora, temploma, az óhitüek aranyozott tornyu anyaszentegyháza, városház, stb. Számlál 9094 kath., 67 n. e. óhitü, 152 ágostai, 135 ref. 15 zsidó lakost. Mind az ágostaiak, mind a reformatusok birnak itt egy fiók-gyülekezetet s az ágostai a paksi, a reformatus a bölcskei anyához tartozik. Van itt jó kath. nemzeti iskola három osztálylyal, ugyanannyi tanitóval, királyi sóház, posta tisztség, polgári kórház, sörház, vendégfogadó, 10 duna-malom és két rév. Határa 24 543 2/8 holdra terjed, de csak közép termékenységü, inkább rozsot, kétszerest terem, kevés buzát és kukoriczát. Rétjei szárazok levén, a lakosok moharat, bükkönyt bőven vetnek. A szőlőmivelés igen sok embert foglalatoskodtat, s szőlőket meg a Fejér vármegyében lévő előszállási pusztán is birnak. Két dunaszigetjéből az egyik cser, szil, tölgyfákból álló erdővel s nádassal, a másik gyümölcsökkel van megrakva.
Lakosai szép szabadsággal éltek még 1848 előtt, mert földjeiket szabadon adhaták, veheték: minden termesztményeikből csak tizedet adtak; a házhelytől 2 ft., mesteremberek 3 ft. 48 kr. fizettek, egyéb uri adózásuk nem volt. Mesterembereinek száma negyedfélszázra felrug. Négy országos, valamint két hetivására (szerdán és szombaton) népesek szoktak lenni.
Legrégibb birtokosai Földvárnak a szent Benedek szerzetesei voltak, s már 1199-ben birták. Később ennek birtokából kiesvén, II. Ulászló 1494-ben Péter kalocsai érseknek ajándékozá bizonyos kárpótlás fejében; majd pedig mint jövedelmes apátsággal hol egy, hol más egyházi személy jutalmaztatott meg koronás fejedelmeinktől. Igy 1732-ben Mednyánszky László esztergomi kanonok volt apát, s ennek köszönhetik a földváriak eredetileg szabadságaikat. Mednyánszkyt követte József hassiai tartománygróf, ki Földvár kiváltságait ujra megerősítette. Utolsó apátja herczeg Damstadt ágostai püspök vala. Végre József császár által a pesti k. egyetemnek adatott, melly mostan is birja."

#### Csánki Dezső: Magyarország történelmi földrajza a Hunyadiak korában III. KÖTET 1897.
"Földvár. Monasterium (abbas) de Felduar. (1199: Koller. Episc. Quinqueeccl. I. 306.) Abbas et conventus monasterii de Feuldwar. (1299: Haz. okmt. VIII. 390.) Conventus de Feoldwar. (1323: Anjouk. okmt. II. 88.) Abbas B. Petri apostoli de Feuldwar. (1343: Kismart llt. 32. B. 75.) Abbas de Dwnafewldwar. (1467: Kállay cs. llt.) Forum comprovinciale in Fewldwar. (1468: Dl. 16741.) Nundine in opido Feldwar. (1483: Dl. 18863.) Földesurai a földvári Zubor (Zwbor) s az ezzel tán azonos földvári Zubor Dienes(-fi) cs. (l. a birtokosok közt), s az itteni Sz.-Péter apostol tiszteletére szentelt benczés apátság, mely hiteles hely is volt. (V ö. 1336: Dl. 3025.) – Ma Duna-Földvár, a megye ék, sarkában."

#### Révay Nagy Lexikona VI. kötet 1912.
"Dunaföldvár, nagyk[özség]. a Duna jobbpartján. Tolna v[ár]m[megye]. D[unaföldvári].-i j[árás].-ban, (1910) 12 069 magyar lak., a járási szolgabírói hivatal székhelye, van járásbírósága, telekkönyvi hatósággal, adóhivatala, közjegyzősége, Szt.-Ferenc-rendi szerzetháza; húsfogyasztási és tejértékesítő szövetkezet, téglagyár részvénytársaság, 3 takarékpénztára, népbankja, vasúti és gőzhajóállomása, posta- és távíróhivatala, telefonállomása. D[unaföldvár]. feje azon uradalomnak, mely a budapesti tudományegyetemé. Lakói földmívelést, ipart, gyümölcstenyésztést s halászatot űznek. Jelentékeny a borkereskedés és szőlőkivitel is.
Az itteni Benedek-rendi (Szt. Ilonáról címzett) apátságot II. Béla király Anamatia római állomáshelyén alapította. A kolostor közvetlenül az esztergomi érsek hatósága alá rendeltetett. 1119-ben Imre király a bencéseknek adományozta D[unaföldvár].-t, akik azt 1494-ig bírták. 1499-ben II. Ulászló király Péter kalocsai érseknek adományozta az apátságot; a török uralom idején elpusztult és a császáriak által erdőül használt romjait Rákóczi hadvezére, Bottyán 1705. hiába ostromolta, míg végre a császári hadsereg onnan kivonatván, a kurucok által elfoglaltatott. Az Ilona-apátsági templom helyébe br. Mednyánszky László esztergomi kanonok és D[unaföldvár].-i apát 1725. új templomot építtetett ; ugyan mint tulajdonos a várost többrendbeli szabadalommal ruházta fel, melyeket utódja, József hesszeni őrgróf és apát is megerősített.
Mária Terézia 1769-ben az apátság fekvő birtokait a nagyszombati egyetemnek adományozta s így kerültek azok a budapesti egyetem birtokába. Az apátság fennmaradt csonkatornyát 1903. lebontották. D[unaföldvár]. határa 11 683 hektár."

## Közélete

### Polgármesterei
- 1990–1994: Kiss János (független)[14][15]
- 1994–1998: Nagy Gáborné (független)[16]
- 1998–2002: Nagy Gáborné (független)[17]
- 2002–2006: Nagy Gáborné (független)[18]
- 2006–2010: Nagy Gáborné (független)[19]
- 2010–2012: Keresztes Lajos (Fidesz-KDNP)[20]
- 2012–2014: Horváth Zsolt (független)[21]
- 2014–2019: Horváth Zsolt (független)[22]
- 2019–2024: Horváth Zsolt (független)[23]
- 2024– : Horváth Zsolt (független)[1]

A településen 2012. szeptember 30-án időközi polgármester-választást kellett tartani, mert az addigi polgármester az év júliusában elhunyt.

## Építészet
A mai belváros néhány belső utcájából a 19. század második felére kiszorult a parasztság, a belvárosban így kisvárosias, az utcára merőleges szárnnyal rendelkező házak épültek. Többségüket eredetileg tükörablakok, kettős hódfarkú cserépfedés, falazott tégla kerítés és kémények, vakolatdíszek jellemezték. A későbbi felújítások során ezek az épületek sokat veszítettek rangjukból, a fedést gyakran cserélték más formájú cserépre vagy palára. Jellemző a belvárosi polgári házakra a padlástér szellőzésének a térdfalba vájt lyukakkal való biztosítása, amelyekbe több helyen (például Petőfi utca 6., Kossuth Lajos utca 5.) kerámiafigurákat tettek.
A külsőbb területeken csak a kockaházak megjelenésével indult bomlásnak a fésűs, falusias utcakép, amelynek nyomait a belvárosban (pl. Sóház utca) láthatjuk. A parasztházakra jellemzőek voltak a tükörablakok (általában kettő a homlokzaton), a hódfarkú cserép-, bádog- vagy nádfedés, az utcavonalon álló nyári konyha vagy sütőház, az ácsolt kapuk és az udvarban álló mezőgazdasági melléképületek (pl. csűr). Az eredeti megjelenésüket őrző házak többsége részleges vagy teljes védelem alatt áll.

## Népesség
A település népességének változása:
| Lakosok száma | 8722 | 8646 | 8593 | 8380 | 8242 | 8176 | 8134 |
|               | 2013 | 2014 | 2015 | 2021 | 2022 | 2023 | 2024 |

A 2011-es népszámlálás során a lakosok 83,8%-a magyarnak, 2,2% cigánynak, 0,8% németnek, 0,2% románnak mondta magát (15,7% nem nyilatkozott; a kettős identitások miatt a végösszeg nagyobb lehet 100%-nál). A vallási megoszlás a következő volt: római katolikus 43,1%, református 5,4%, evangélikus 1,4%, görögkatolikus 0,1%, felekezeten kívüli 21,6% (27,7% nem nyilatkozott).
2022-ben a lakosság 88,8%-a vallotta magát magyarnak, 1,1% cigánynak, 0,6% németnek, 0,1-0,1% szerbnek, ukránnak, szlováknak, lengyelnek és románnak, 2,1% egyéb, nem hazai nemzetiségűnek (11% nem nyilatkozott; a kettős identitások miatt a végösszeg nagyobb lehet 100%-nál). Vallásuk szerint 31,6% volt római katolikus, 5,4% református, 1,4% evangélikus, 0,4% görög katolikus, 0,1% ortodox, 0,1% izraelita, 0,8% egyéb keresztény, 1,1% egyéb katolikus, 16% felekezeten kívüli (43% nem válaszolt).

## Nevezetességei
- Csonka-torony (1500 körül)
- Vármúzeum
- Várudvar
- Református templom
- Római katolikus templom

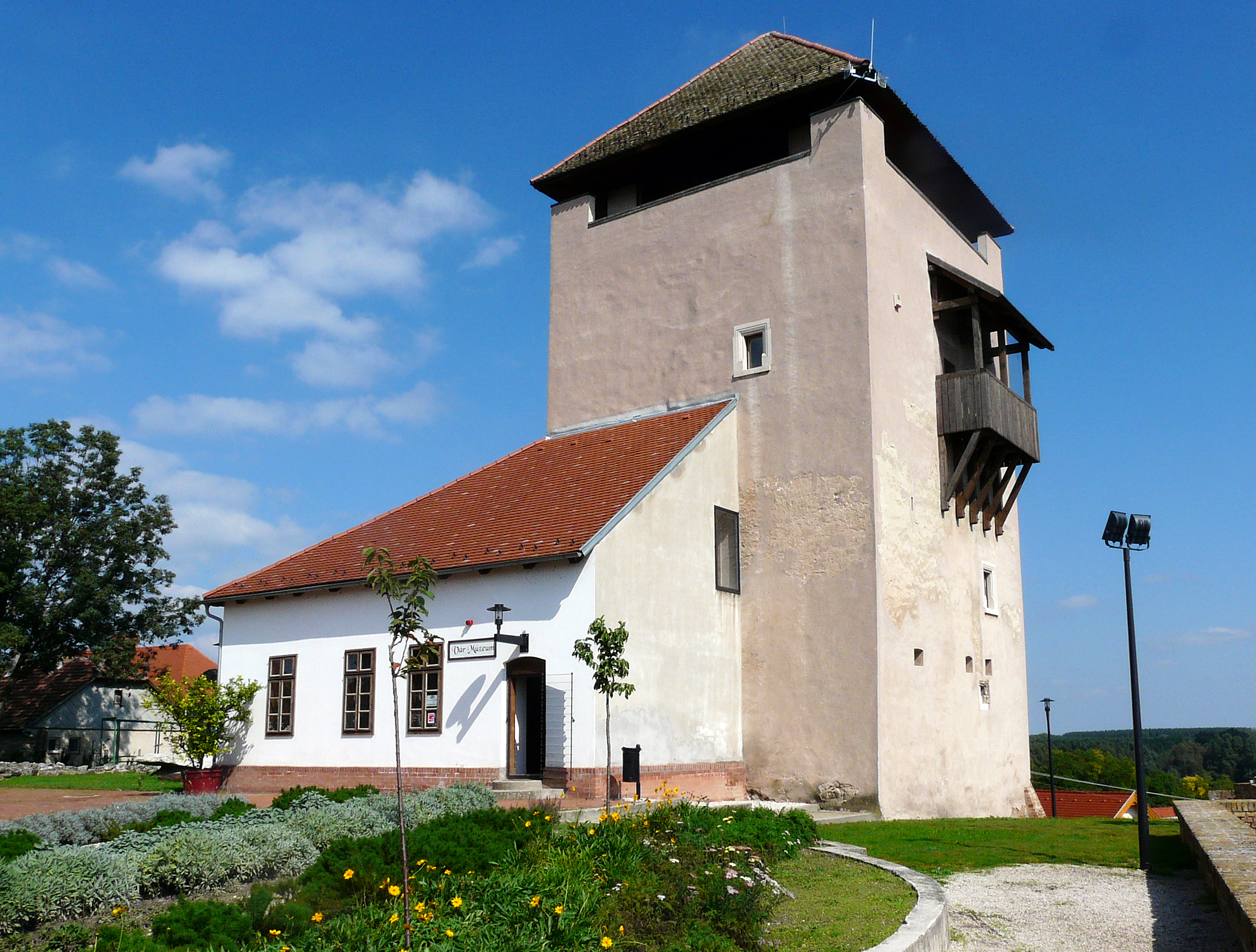
A Csonka-torony

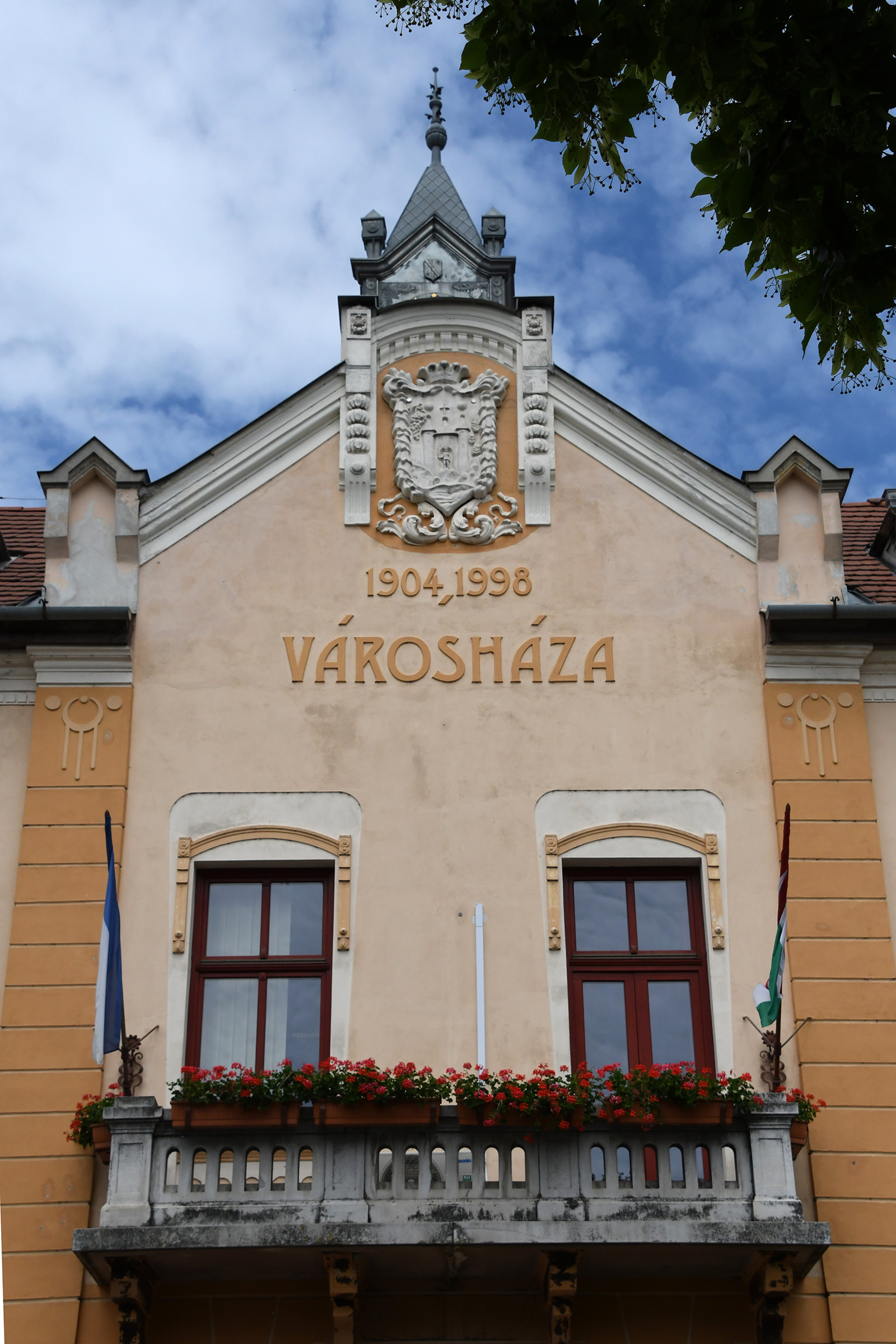
A városháza oromzata és óratornya

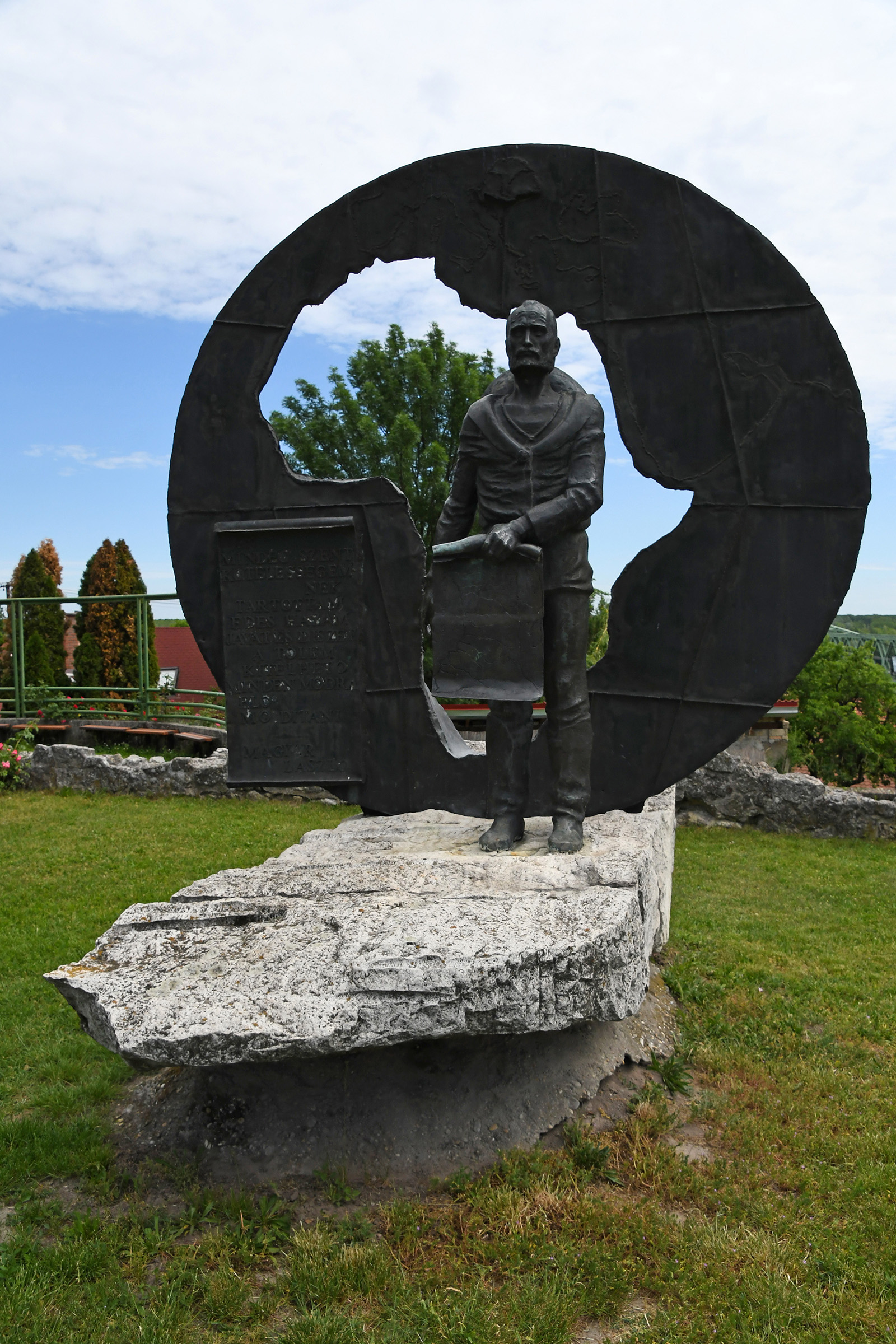
A Magyar László-emlékmű

- Szent Ilona-templom, helyi elnevezésben Öreg templom (1723-1725)
- Szent Sebestyén, Rókus és Rozália-kápolna (1742)
- Szentháromság-szobor (1755)
- Nepomuki Szent János-kápolna (1763) (Chapel of Saint John of Nepomuk)
- Szent Anna ferences templom és kolostor, helyi elnevezésben Barátok temploma (1790 körül)
- Dunaföldvári Magyar László Gimnázium
- Szerb ortodox templom (rác templom) (1788, tornya: 1828)
- Kálvária (XVIII. század végén)
- Dunaföldvári Gyógy- és Strandfürdő

## Híres emberek
- Magyar László (1818–1864) – Afrika-kutató.
- Itt halt meg 1852-ben Beszédes József vízépítő mérnök, az MTA levelező tagja.
- Itt is működött és itt halt meg Egyed Antal katolikus pap, költő, a Magyar Tudományos Akadémia levelező tagja.
- Reitter József – főbíró (1825–1902), 1868-ban lett a polgári olvasókör alelnöke. 1877-től az Önkéntes Tűzoltó Egylet főparancsnoka. Nevét utca őrzi Dunaföldváron.
- Reitter Ferenc – gőzmalom- és gőzfürdő-tulajdonos, (1855–1918. február), a dunaföldvári Reitter gőzmalom tulajdonosa.
- Itt született Fischer Jakab (1860–1920)[29] kórházi főorvos, közegészségügyi felügyelő, Makai Endre sebészorvos nagybátyja.
- Itt született Alpári Gyula, szül Adler Mózes[30] (1882 – Sachsenhausen, 1944) újságíró a Magyarországi Tanácsköztársaság helyettes külügyi népbiztosa
- Itt született Baumgarten Sándor zsidó származású magyar építész.
- Hauser Emma (1886–1945)[31] orvos, Rónai Mihály író, állatorvos felesége és Rónai Mihály András író, költő, műfordító anyja.
- Itt született Böhm György színházi rendező, dramaturg.
- Itt született Erdőss Pál filmrendező.
- Itt született Gábor Pál filmrendező.
- Itt született, alkotott és halt meg Oszoli (sz. Névery) Piroska (1919–2017[32]) festőművész.
- Itt született Pollák János teológiai doktor, egyetemi tanár.
- Itt él Vadász Istvánné Velis Mária kékfestő és veje, Gál Gyula kékfestő népi iparművész, a helybeli kékfestő dinasztia tagjai.[33]
- Itt él és alkot Schneider Csilla Krisztina festőművész.

## Testvérvárosai
- Weikersheim, Németország (1993)
- Ossona, Olaszország
- Borszék, Románia

## Képgaléria

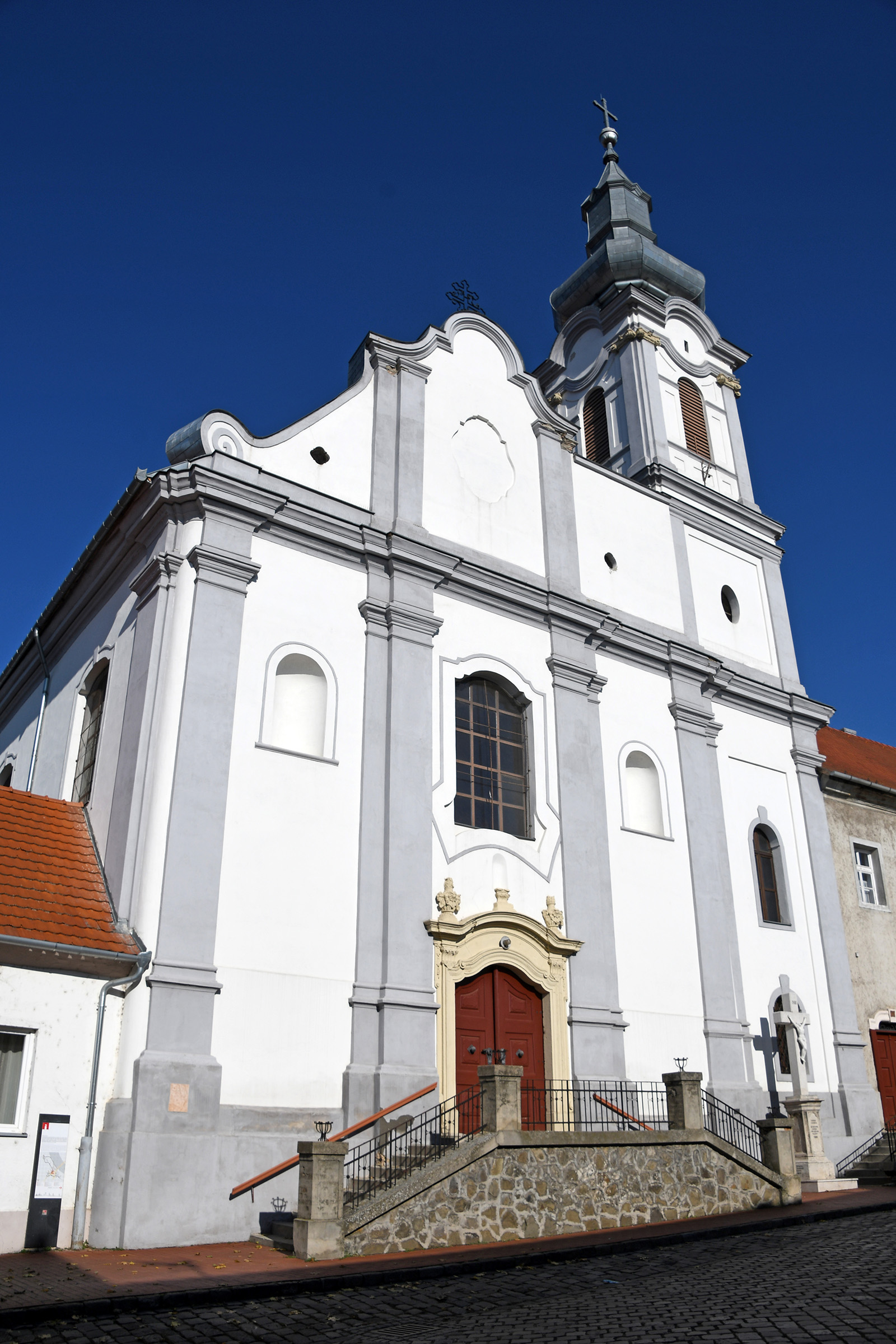
Barátok temploma
Dunaföldvári városháza
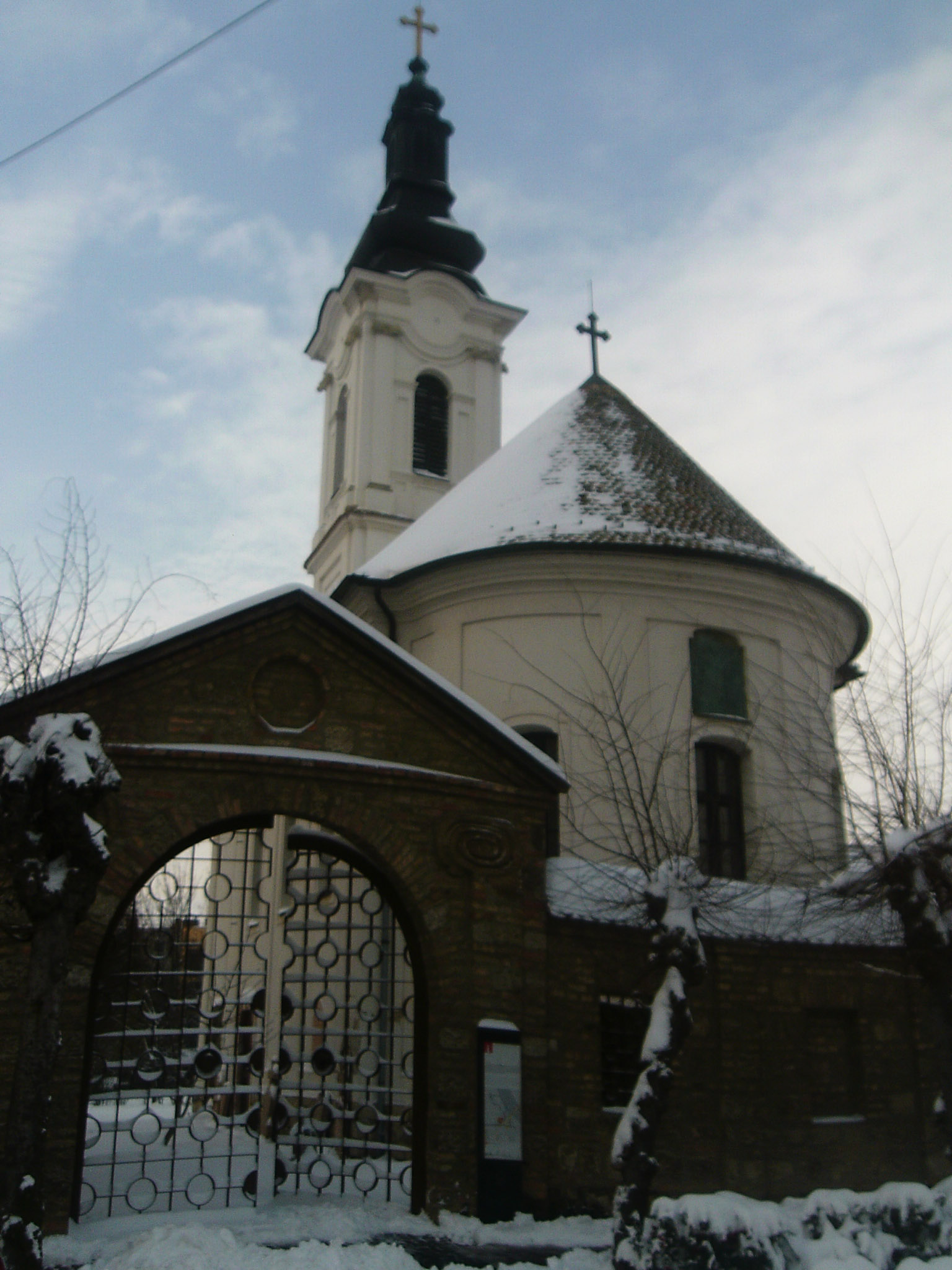
Szerb templom
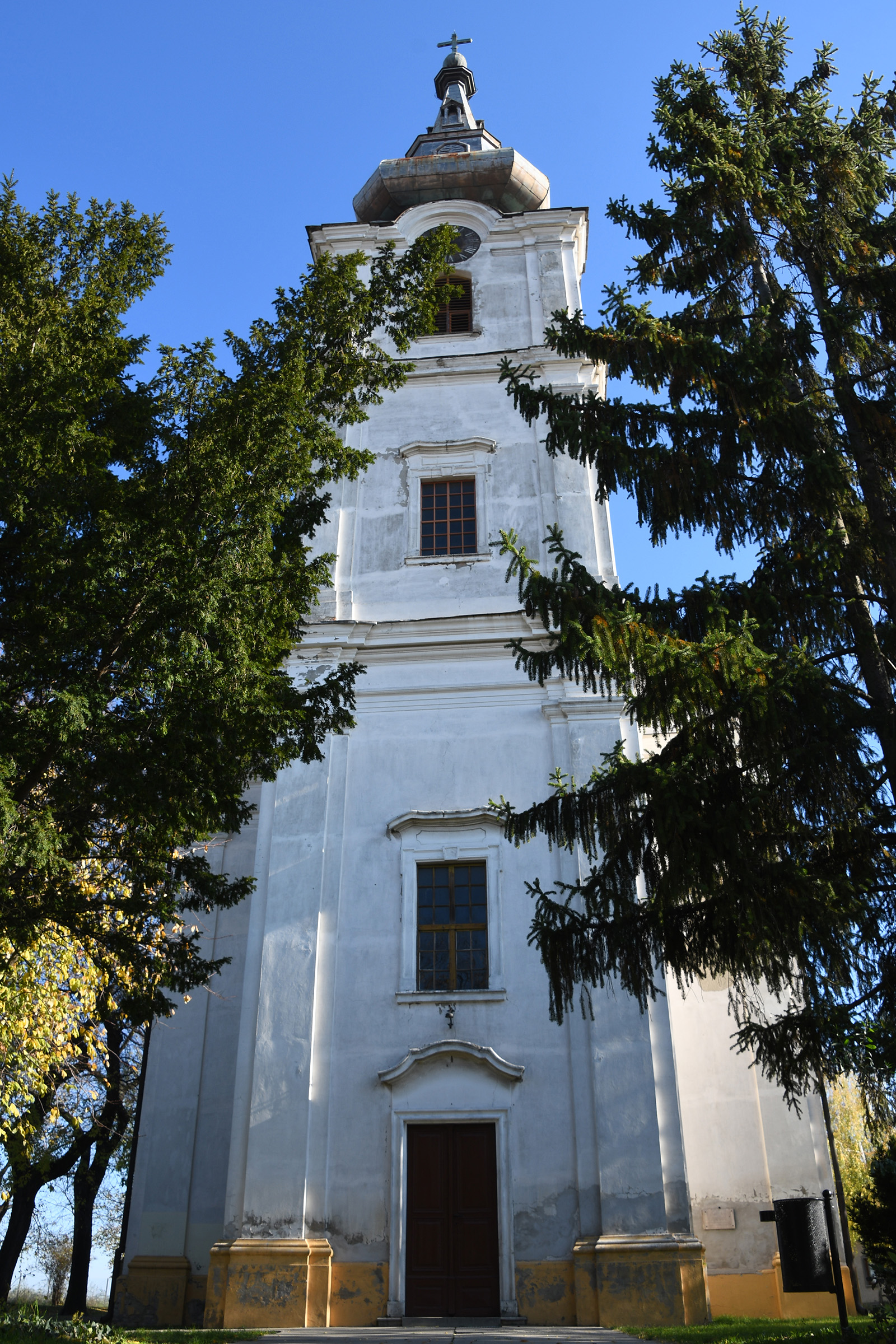
Öregtemplom
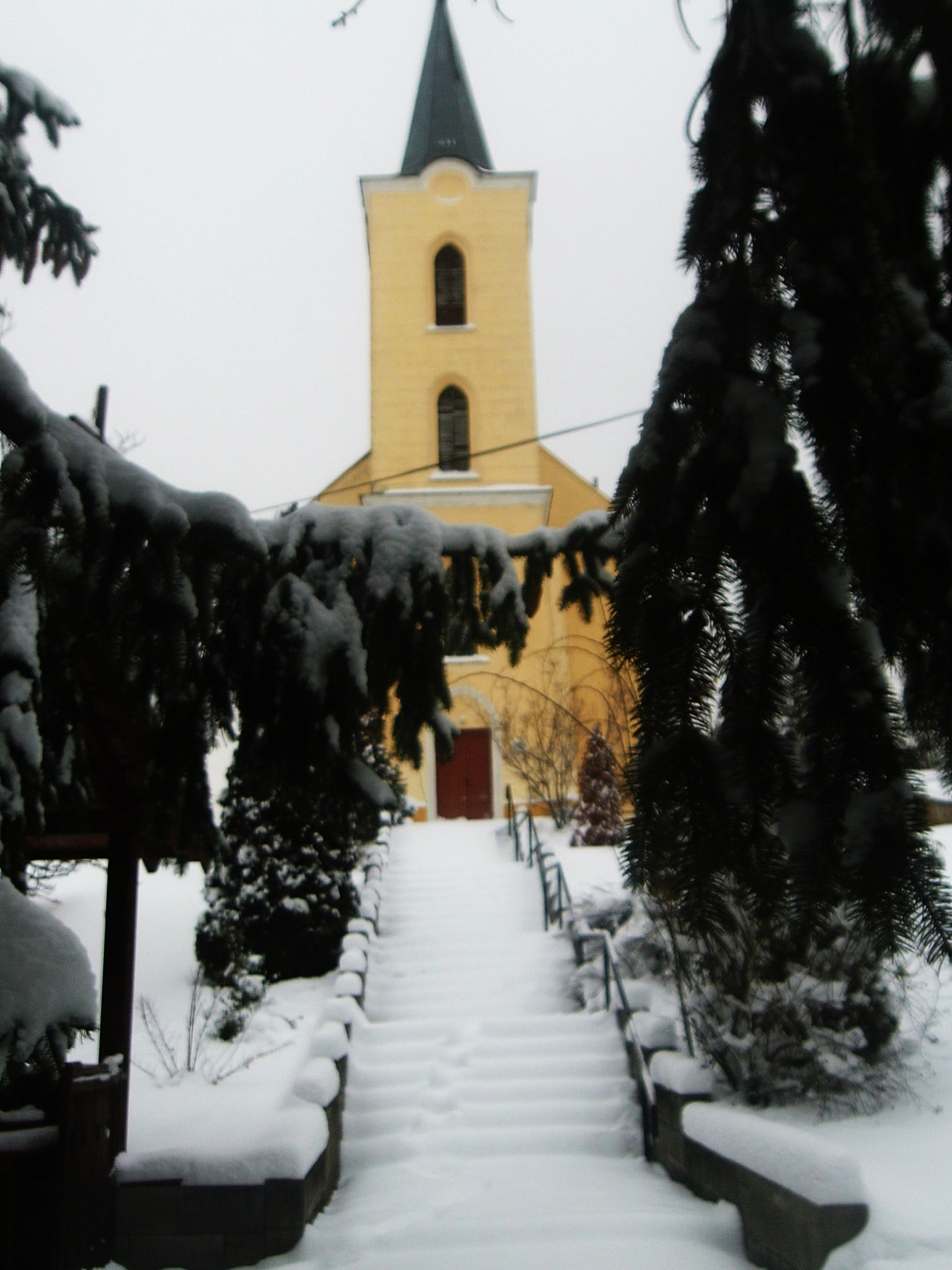
Evangélikus templom
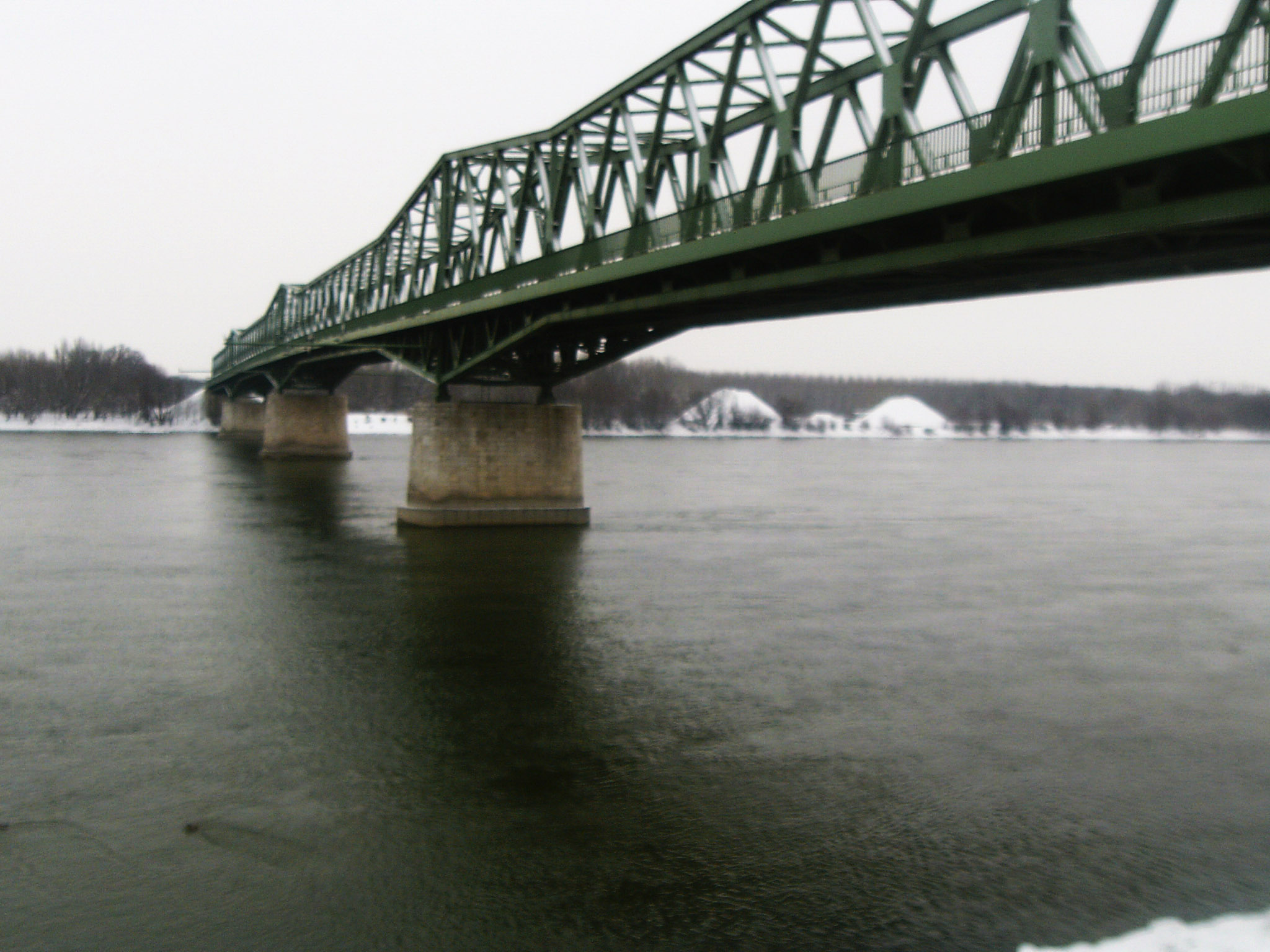
Beszédes József híd
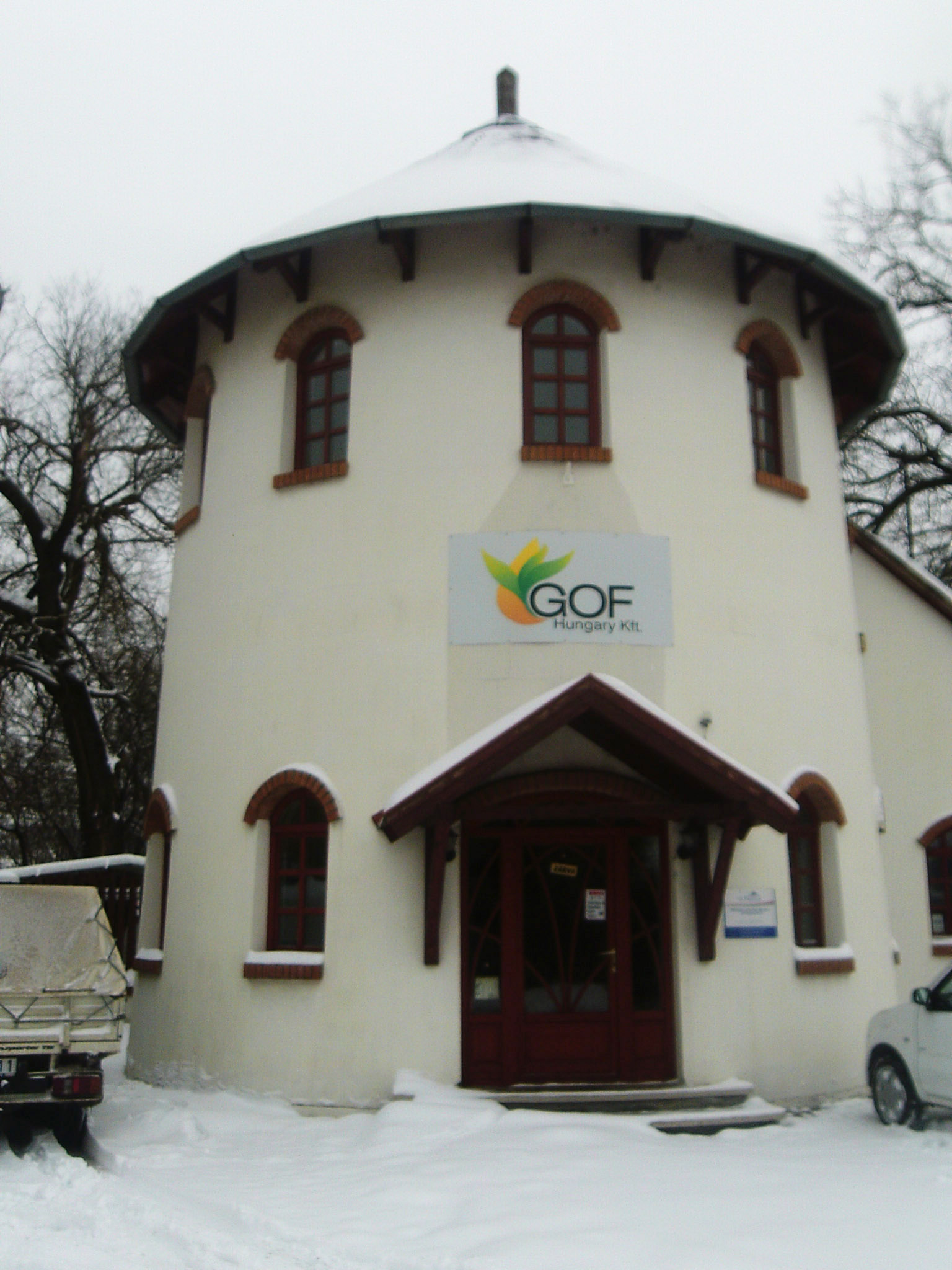
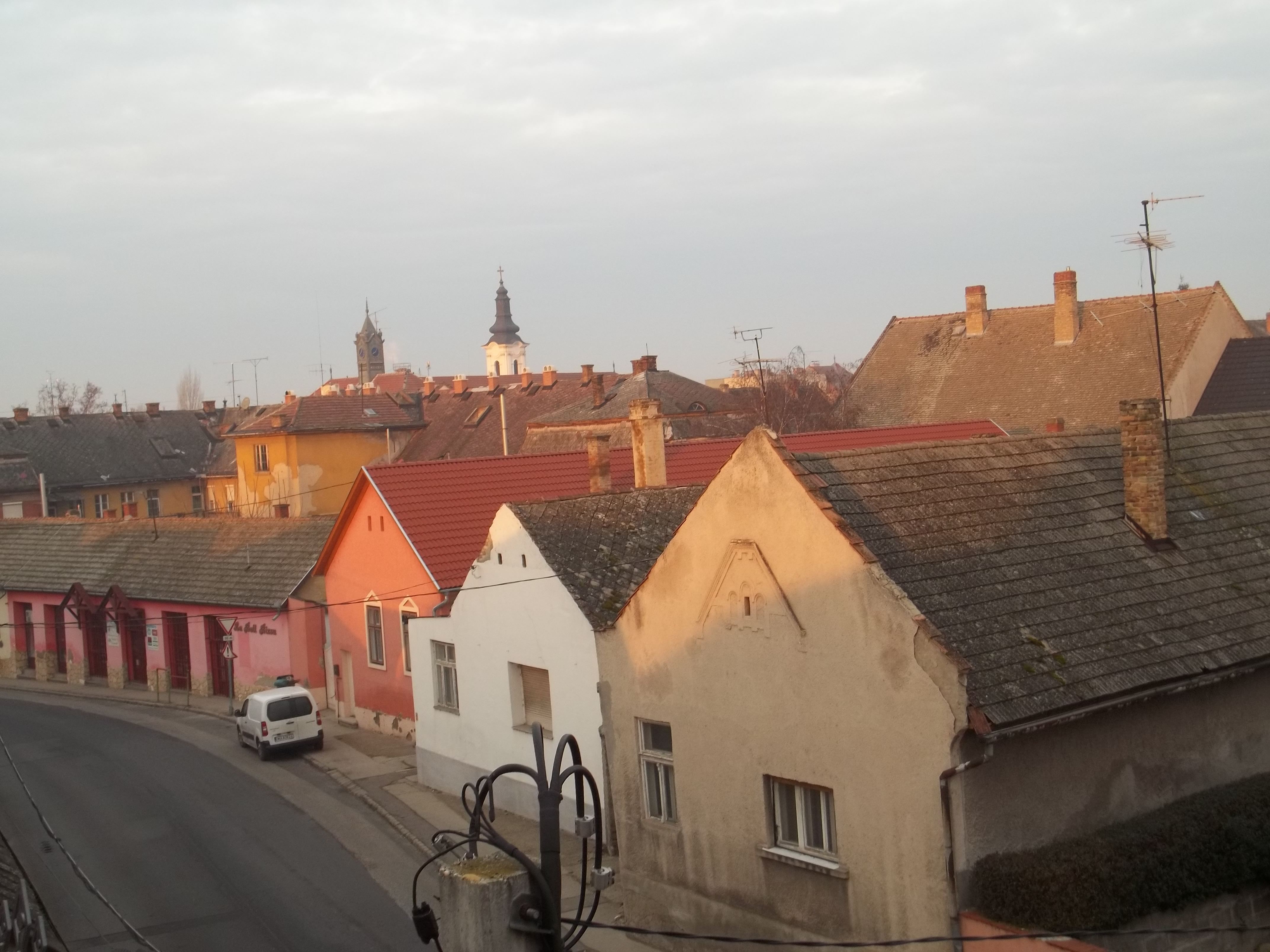
Fésűs beépítésű utca Dunaföldváron